# 汾城県
汾城県（ふんじょう-けん）は中華人民共和国山西省にかつて存在した県。現在の襄汾県西南の汾城鎮に相当する。
南北朝時代、北魏により設置された泰平県を前身とする。北周が成立すると太平県と、1914年（民国3年）に汾城県と改称された。
1954年に襄陵県と統合され、襄汾県に改編された。